# RSC Anderlecht
Az RSC Anderlecht belga labdarúgócsapat. Stadionjuk a Constant Vanden Stock Stadion, színeik a lila és a fehér.
A klubot 1908. május 27-én alapították Brüsszel Anderlecht nevű kerületében. 1933. május 27-én vehette fel a Royal, vagyis királyi minősítést. Két évvel később, 1935-ben jutott fel az első osztályba, ahonnan azóta sem esett ki.
Összesen 30 bajnoki címet, 9 belgakupa-győzelmet és 9 belga szuperkupa-győzelmet szereztek eddig. A bajnoki címek számában a legeredményesebb belga labdarúgóklub.
Története során háromszor nyert nemzetközi kupát (ezzel szintén a legeredményesebb belga csapat): KEK-győztes volt 1976-ban és 1978-ban, UEFA-kupa-győztes 1983-ban.
Ezen kívül a KEK-győzelmeket követően kétszer, az 1976-os és az 1978-as UEFA-szuperkupát is megnyerte.

## Sikerlista

### Nemzeti szinten
Jupiler League
- Bajnok (34): 1946–47, 1948–49, 1949–50, 1950–51, 1953–54, 1954–55, 1955–56, 1958–59, 1961–62, 1963–64, 1964–65, 1965–66, 1966–67, 1967–68, 1971–72, 1973–74, 1980–81, 1984–85, 1985–86, 1986–87, 1990–91, 1992–93, 1993–94, 1994–95, 1999–2000, 2000–01, 2003–04, 2005–06, 2006–07, 2009–10, 2011–12, 2012–13, 2013–14, 2016–17

Belga Kupa
- Győztes (9): 1964–65, 1971–72, 1972–73, 1974–75, 1975–76, 1987–88, 1988–89, 1993–94, 2007–08

Belga Ligakupa
- Győztes (3): 1973, 1974, 2000

Belga Szuperkupa
- Győztes (13): 1985, 1987, 1993, 1995, 2000, 2001, 2006, 2007, 2010, 2012, 2013, 2014, 2017

### Nemzetközi szinten
Kupagyőztesek Európa-kupája
- Győztes (2): 1975–76, 1977–78
- Döntős (2): 1976–77, 1989–90

UEFA-kupa
- Győztes (1): 1982–83
- Döntős (1): 1983–84

UEFA-szuperkupa
- Győztes (2): 1976, 1978

Vásárvárosok kupája
- Döntős (1): 1969–70

Toulon Tournament
- Győztes (1): 1967

Amsterdam Tournament
- Győztes (1): 1976

## Jelenlegi keret
2025. február 10. szerint.
| #  |     | Poszt | Név                             |
| -- | --- | ----- | ------------------------------- |
| 3  | DEN | V     | Lucas Hey                       |
| 4  | SRB | V     | Jan-Carlo Simić                 |
| 5  | SEN | V     | Moussa N'Diaye                  |
| 6  | SWE | V     | Ludwig Augustinsson             |
| 10 | BEL | KP    | Yari Verschaeren                |
| 11 | BEL | CS    | Thorgan Hazard                  |
| 12 | DEN | CS    | Kasper Dolberg                  |
| 13 | DEN | V     | Mathias Jørgensen               |
| 14 | BEL | V     | Jan Vertonghen (csapatkapitány) |
| 16 | DEN | K     | Mads Kikkenborg                 |
| 17 | BEL | KP    | Théo Leoni                      |
| 18 | GHA | KP    | Majeed Adhimenu                 |
| 19 | ECU | CS    | Nilson Angulo                   |

| #  |     | Poszt | Név                                                      |
| -- | --- | ----- | -------------------------------------------------------- |
| 20 | ARG | CS    | Luis Vázquez                                             |
| 22 | MAR | CS    | Éljessz Dao                                              |
| 23 | BEL | KP    | Mats Rits                                                |
| 25 | BEL | V     | Thomas Foket                                             |
| 26 | BEL | K     | Colin Coosemans                                          |
| 27 | ENG | KP    | Samuel Edozie (kölcsönben a Southampton csapatától)      |
| 29 | BEL | KP    | Mario Stroeykens                                         |
| 32 | BEL | KP    | Leander Dedoncker (kölcsönben az Aston Villa csapatától) |
| 34 | BRA | V     | Adryelson (kölcsönben az Olympique Lyonnais csapatától)  |
| 54 | BEL | V     | Killian Sardella                                         |
| 55 | BEL | V     | Marco Kana                                               |
| 62 | JPN | CS    | Goto Kejszke                                             |
| 63 | BEL | KP    | Timon Vanhoutte                                          |
| 72 | BEL | KP    | Nathan De Cat                                            |
| 83 | BEL | KP    | Tristan Degreef                                          |

## Korábbi elnökök
- Charles Roos (1908–10)
- Théo Verbeeck (1911–51)
- Albert Roosens (1951–71)
- Constant Vanden Stock (1971–96)
- Roger Vanden Stock (1996–2018)
- Marc Coucke (2018–2020)
- Wouter Vandenhaute (2020–)